# Barita
Barita é um mineral de sulfato de bário com fórmula química BaSO4. O seu nome tem origem no grego barus (pesado). Apesar de conter bário, um metal pesado, não é considerada tóxica devido à sua elevada insolubilidade.

## Tipos de ocorrência
Comum em veios de chumbo e zinco em calcários, em depósitos hidrotermais e associada a minérios de hematita. Muitas vezes ocorre associada à celestita e à anglesita.

## Usos e aplicações

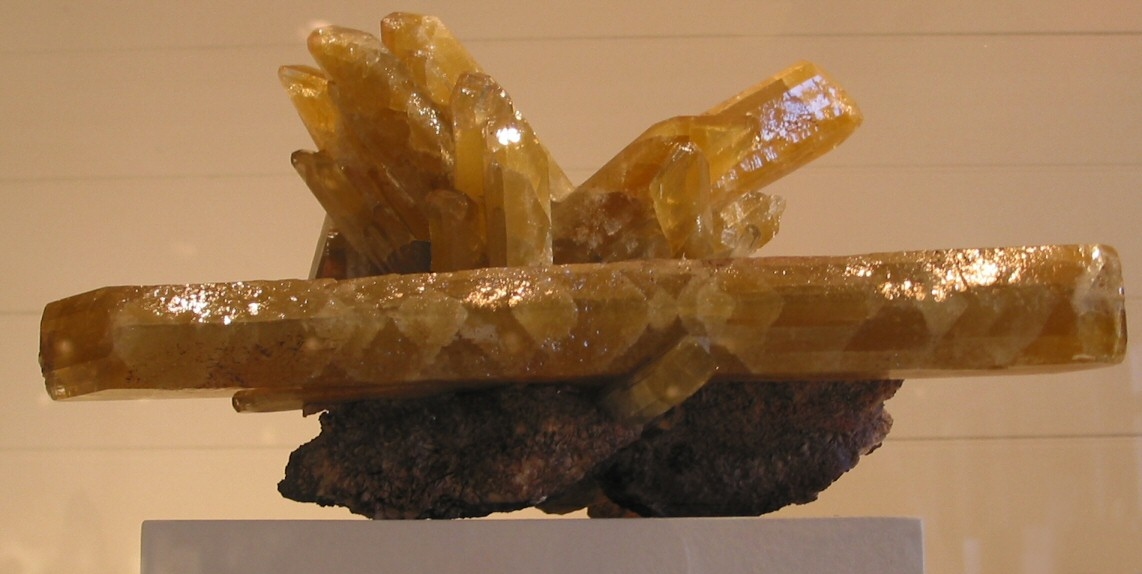
Cristal de barita com dupla terminação(Cumbria, Inglaterra).

Cerca de 90% da produção de barita é utilizada para aumentar a densidade das lamas de perfuração na indústria petrolífera. Também é utilizada no fabrico de tintas e de papel. Os maiores produtores mundiais são os Estados Unidos, a Índia e a China.

## Em Portugal
Pode ser encontrada em Segura, concelho de Idanha-a-Nova, onde em tempos se procedeu à sua extração.

## No Brasil
O Brasil possui 0,3 % das reservas mundiais e sua produção atinge 1% da produção mundial.
O estado da Bahia contribui com 95% da produção nacional.

## Produção mundial
| 1.  | China          | 2,80 |
| 2.  | Índia          | 2,00 |
| 3.  | Marrocos       | 1,10 |
| 4.  | Cazaquistão    | 0,59 |
| 5.  | Laos           | 0,44 |
| 6.  | Estados Unidos | 0,41 |
| 7.  | México         | 0,38 |
| 8.  | Turquia        | 0,25 |
| 9.  | Irão           | 0,20 |
| 10. | Rússia         | 0,16 |
| 11. | Paquistão      | 0,11 |

Fonte: USGS.